# フィリップ・シェラード (第2代ハーバラ伯爵)

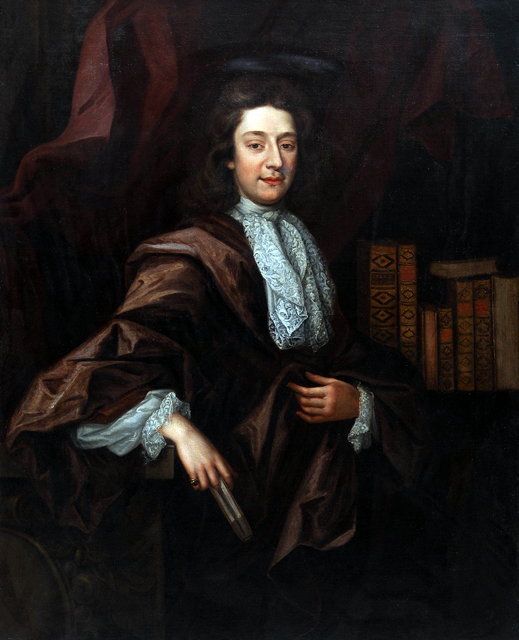
フランス・ファン・スタンパルトによる肖像画

第2代ハーバラ伯爵フィリップ・シェラード（英語: Philip Sherard, 2nd Earl of Harborough、1680年頃 – 1750年7月20日）は、イギリスの貴族、政治家。

## 生涯
フィリップ・シェラード（Philip Sherard、1695年没、初代シェラード男爵ウィリアム・シェラードの次男）とドロシー・フェアファクス（Dorothy Fairfax、第4代キャメロンのフェアファクス卿ヘンリー・フェアファクスの娘）の息子として、1680年頃に生まれた。1695年に父の遺産を継承した。
1705年から1714年までアン女王の女王私室侍従を務め、1714年にジョージ1世が即位した後も留任して1727年まで務めた。1708年イギリス総選挙でラトランド選挙区から出馬して当選、議会でホイッグ党の一員として行動して、1710年にはヘンリー・サシェヴェレルの弾劾に賛成票を投じた。その後、1710年イギリス総選挙で敗北を喫して議席を失い、1722年イギリス総選挙で再び出馬したものの敗れ、返り咲きとはならなかった。
1732年10月16日に親族の初代ハーバラ伯爵ベネット・シェラードが死去すると、ハーバラ伯爵の爵位を継承、翌年にラトランド統監に任命された（1750年に死去するまで在任）。
1750年7月20日にステイプルフォードで死去、長男ベネットが爵位を継承した。

## 家族
1703年3月12日、アン・ペッドリー（Anne Pedley、1750年2月16日没、ニコラス・ペッドリーの娘）と結婚、6男8女を儲けた。
- ベネット（1709年 – 1770年） - 第3代ハーバラ伯爵
- ジョン（1746年8月27日没） - 生涯未婚
- ロバート（1719年 – 1799年） - 第4代ハーバラ伯爵
- ダニエル（1722年6月17日 – 1744年6月） - 海軍軍人
- フィリップ（1727年3月1日 – 1790年9月14日） - 陸軍軍人、生涯未婚
- ドロシー - ジェームズ・トーキントン（James Torkington）と結婚、子供あり
- ルーシー（1781年4月29日没） - 生涯未婚
- スーザン（1765年12月没） - 生涯未婚
- アーシュラ（1745年9月没） - 生涯未婚